# Rewolucyjny Czerwony Pułk Warszawski
Rewolucyjny Czerwony Pułk Warszawski (ros. Революционный Красный Варшавский Полк), także Czerwony Pułk Rewolucyjnej Warszawy; od sierpnia 1918 p. n. Warszawski Pułk Zachodniej Dywizji Strzelców – pułk piechoty polskiej, sformowany wiosną 1918 na terenie Rosji, wspierający rewolucję bolszewicką.

## Historia
Zgodnie z zamysłem bolszewików miał być zalążkiem polskiej siły zbrojnej stanowiącej część składową Armii Czerwonej, a obejmującej np. ochotników z rozbitego II Korpusu Polskiego w Rosji generała Józefa Hallera. Uchwała o utworzeniu pułku została podjęta w czasie zebrania żołnierzy 26 lutego 1918 roku w Biełgorodzie. Wchodził w skład I Brygady Zachodniej Dywizji Strzelców, potem zaś od 9 czerwca 1919 razem z całą dywizją formalnie wszedł w skład Armii Czerwonej.
Jego liczebność wynosiła około 1000 żołnierzy, a dowódcą był Stefan Żbikowski. Tłumił bunty anarchistów i eserowców w Moskwie i w Jarosławiu. Na frontach wojny domowej w Rosji walczył z wojskami antybolszewickimi, między innymi z wojskami generała Kaledina i generała Wrangla na południowej Ukrainie. Andrzej Koskowski w swojej monografii na temat Czerwonego Pułku Warszawy, wyróżnia między innymi walki o miasta na Ukrainie, takie jak: Kachowka, Melitopol, Perekop. Po walkach o Krym, Czerwony Pułk Warszawy został skierowany do walki z powstaniem Nestora Machno na Ukrainie. Po stłumieniu anarchistycznego powstania polski pułk stacjonował na ukraińskim wybrzeżu Morza Czarnego, między innymi w Odessie czy Oczakowie.

## Żołnierze pułku
- Stanisław Bobeko
- Piotr Borewicz
- podoficer Feliks Borasiewicz (pochowany na Kremlu)
- porucznik Aleksander Gadomski (pochowany na Kremlu)
- Andrzej Jakubczak (zginął na Krymie)
- Bolesław Korfeld
- Bolesław Kwiatkowski
- M. Markowski
- (?) Nowosielski (zginął na Krymie)
- Franciszek Piotrowski
- Józef Podsiadło
- Jan Tarwacki (zginął na Krymie)
- (?) Walczak
- Jan Wojtyga
- Stefan Żbikowski
- Bogdan Żyramik (ps. Adam Koziarski, autor pieśni pułkowej)

## Pieśń pułku
Nie panom wysługiwać się,
nie tron ich wpierać krwawy –
wolności ludu bronić chce
Czerwony Pułk Warszawy.

Nie otumanią słowa nas
z pałacu czy z ambony –
przewodni znak roboczych mas
to sztandar nasz czerwony...

...Hej, towarzysze! Naprzód, marsz,
za głodnych mas miliony!
Wyzwoli braci w ogniu szarż
Warszawski Pułk Czerwony.

Wysoko wzniesie sztandar swój,
radosny sztandar krwawy –
gdy ruszy w bój, w śmietelny bój
Czerwony Pułk Warszawy!

Nam szepcą: Polska – święta rzecz
więc polskim panom służyć...
I chłopską krew, a pański miecz
dla dobra kraju użyć.

A my odkrzykniem: wara wam,
roboczej krwi złaknionym,
od naszych bram – wszak wstaje "cham"
i wali wasze trony.

...Hej, towarzysze...

Nie wrogiem naszym obcy lud –
czy padły, czy zwycięzca.
Nam wrogiem ten, co dzierży knut –
obcy czy "swój" ciemięzca.

## Upamiętnienie
Imię „Czerwonego Pułku Warszawy” nosiła dawniej Szkoła Podstawowa nr 271 w Warszawie.